# Área protegida con recursos manejados Montes del Queguay
El Área protegida con recursos manejados Montes del Queguay es un área protegida de Uruguay, desde 2006 integra el Sistema nacional de áreas naturales protegidas (Snap) de ese país. 
El área contiene una de las mayores masas boscosas naturales del territorio uruguayo. Se trata de una planicie de inundación formada en la confluencia de los ríos Queguay Grande y Queguay Chico, y se caracteriza por albergar un importante macizo forestal asociado, y presentar una dinámica de inundación de vaciado lento por la escasa pendiente que posee el terreno.
El área se encuentra situada en el departamento de Paysandú, a 70 km de la ciudad de Paysandú y a 40 km de la ciudad de Guichón. Es posible acceder a ella a través de las rutas 4 y 26. Comprende el área de confluencia entre los ríos Queguay Grande y Queguay Chico, así como un conjunto de cursos de agua afluentes de estos ríos, como los son los arroyos Guayabos, Buricayupí, Sauce del Queguay, Capilla Vieja, Juncal y Ñacurutú Grande. El área protegida comprende un total de 43410 hectáreas.

## Historia
Las primeras intenciones de proteger esta área surgieron en 1949 cuando vecinos de la ciudad de Guichón promovieron la necesidad de crear un área protegida en la zona conocida como «Rincón de Andrés Pérez». En ese año el edil y escritor Adolfo Mac Ilriach presentó ante la Junta Departamental de Paysandú un proyecto de expropiación de esta zona con el objetivo de convertirlo en un centro de conservación de la flora y fauna nativa. El autor de este proyecto fue el doctor Alberto D. Roldán. Sin embargo hasta 1994 no fue posible llegar a una determinación por parte del Estado, en ese año a través de la ley 16462 artículo 116, se la incluyó como área protegida y se encomendó a la Dirección Nacional de Medio Ambiente (DINAMA) su implementación.
En octubre de 2006 fue presentada ante la Dirección Nacional de Medio Ambiente la solicitud de inclusión en el SNAP del área protegida «Rincón de Pérez» por parte de la Agrupación Creativos, la Asociación Conservacionista Uruguaya de Ornitología (ACUO), la Junta Local de Guichón, la Intendencia de Paysandú y el Centro Uruguayo de Tecnologías Apropiadas (CEUTA). Dicha solicitud fue finalmente aprobada el 25 de noviembre de 2014 a través del decreto N° 343/014 del Poder Ejecutivo.

## Características
El área constituye una extensa planicie de inundación formada junto a la confluencia de los ríos Queguay Grande y Queguay Chico. Esta planicie se caracteriza por poseer un importante macizo forestal asociado, y presentar una dinámica de inundación y vaciado lento, debido a su escasa pendiente. El área forma parte en el contexto del territorio uruguayo de la unidad de paisaje conocida como «Praderas del Noroeste». Dentro de esta planicie de inundación de una extensión de 19 805 hectáreas se identifican albardones, islas, zonas de bañados, lagunas permanentes, lagunas ribereñas semi-permanentes, humedales, pajonales, bosque de parque y de quebrada que se encuentran asociados a algunas elevaciones, así como un complejo sistema hídrico que varía en función de las condiciones climáticas existentes.
Geomorfológicamente se trata de una planicie de inundación, cuyo probablemente origen sea tectónico. Ésta presenta procesos activos de acumulación de materiales, los cuales provienen de la erosión producida en las zonas más altas de la cuenca del río. Está compuesta predominantemente por materiales finos, sedimentos limo-arcillosos del holoceno y sedimentos aluviales recientes, destacándose una importante presencia de arcillas expansivas (montmorillonita). Debido a los prolongados períodos de inundación de esta área, producto de un rápido llenado, y lento vaciado, se sugiere que este sitio podría jugar un papel importante en la recarga del acuífero Guaraní.
Dentro del área se pueden diferenciar tres unidades ambientales: tierras bajas, monte ribereño y tierras altas.

### Tierras bajas
Son tierras que permanecen inundadas incluso cuando no se producen eventos de inundación extrema, y que no están cubiertas de vegetación arbórea. Dentro de esta unidad ambiental se encuentran los ecosistemas de bañados, pajonales, lagunas y cursos fluviales.

### Monte ribereño
Corresponde a las áreas que se encuentran mayoritariamente cubiertas por vegetación arbórea con especies principalmente hidrófilas y mesófilas. Este ecosistema se ubica a lo largo del curso de agua. En las zonas de más difícil acceso se encuentra un monte de tipo primario (fustal). En aquellas zonas dónde el acceso es más fácil, y dónde el monte fue talado en una gran área (durante el período 1930–1940), existe un monte secundario que tiene diferente conformación a su diversidad original.

### Tierras altas
Corresponden a aquellas áreas que nunca son inundadas o solamente cuando existen inundaciones extremas. Estas áreas están integradas a la dinámica del paisaje de los montes del Queguay por su condición de borde.

## Conservación
La conservación y protección de esta área tienen por objetivo fundamental conservar las características y dinámica natural del paisaje, proteger uno de los macizos boscosos más importantes de Uruguay restaurando sus características ecológicas. Además de proteger las especies de interés para la conservación que se encuentran presentes en el área, así como promover el desarrollo social y económico del área y su zona de influencia, a través del desarrollo de actividades turísticas sustentables y actividades productivas que tiendan a disminuir la presión sobre la planicie de inundación y los ecosistemas asociados, y al uso sustentable de los recursos naturales.
De acuerdo a los objetivos propuestos, la categoría de manejo elegida para esta área protegida al ser propuesta a ingresar al SNAP fue «Área protegida con recursos manejados». El área total incluida es de 43410 hectáreas, de las cuales 19969 corresponden al área efectiva de protección, y 23441 al área adyacente incluida en la delimitación.
El 25 de noviembre de 2014 fue efectivizado el ingreso de esta área protegida al SNAP a través del decreto N° 343/014 del Poder Ejecutivo.